# Рощин Сергій Віталійович
Сергі́й Віта́лійович Ро́щин — підполковник Збройних сил України, учасник російсько-української війни, що відзначився у ході російського вторгнення в Україну. Герой України (2025).

## Життєпис
Під час російського вторгнення в Україну підполковник, начальник штабу авіаційної ескадрильї 39-ї бригади тактичної авіації Збройних сил України. Літає на винищувачі Су-27. 

## Нагороди
- Звання Герой України з врученням ордена «Золота Зірка» (8 травня 2025) — за особисту мужність і героїзм, виявлені у захисті державного суверенітету та територіальної цілісності України, самовіддане служіння Українському народові[2].